# 排雷

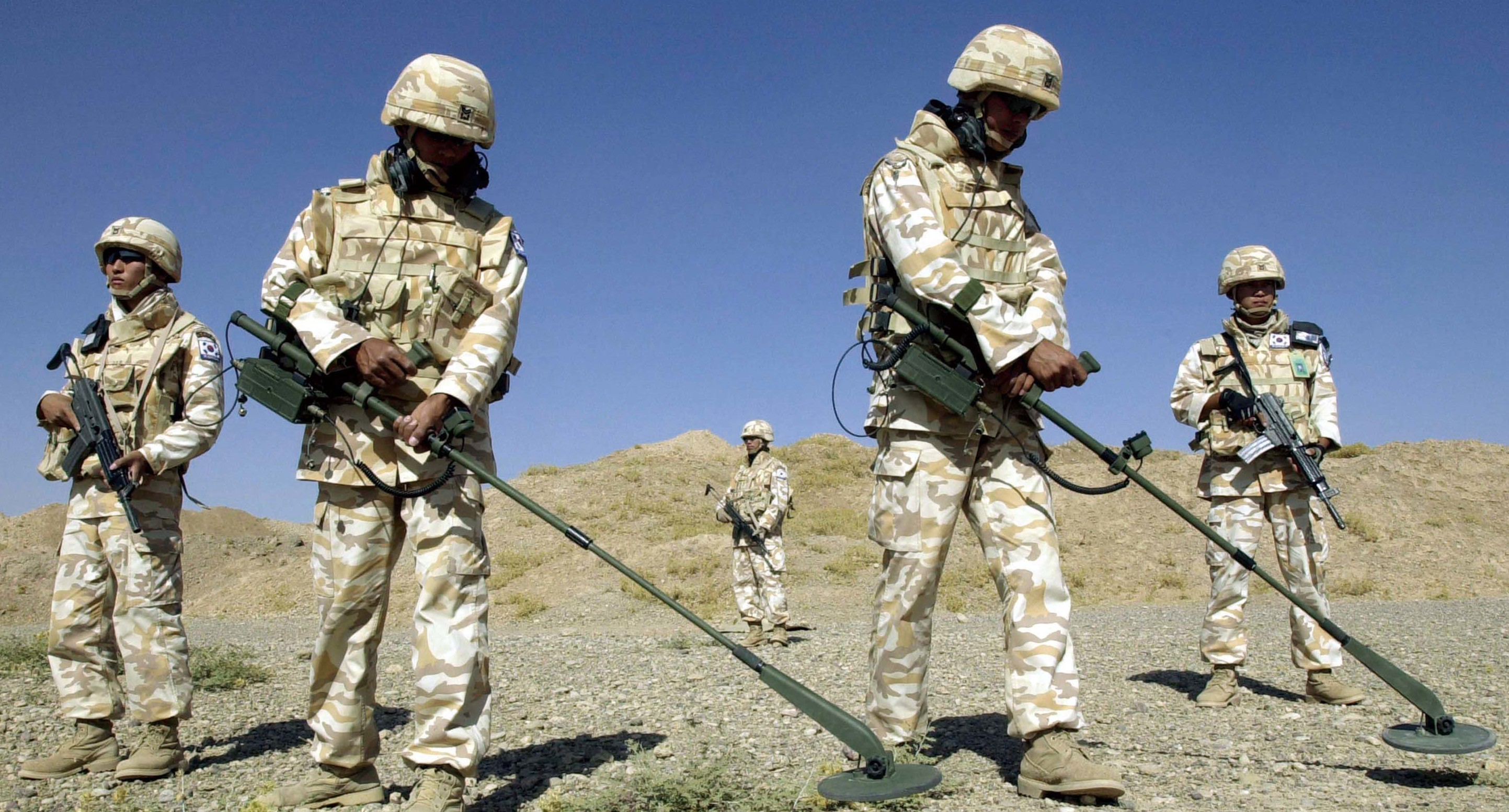
南韓士兵在伊拉克尋找地雷。

一位美國士兵在訓練中以爪鉤清除地雷。

排雷是指將地雷移除的行為，依目的又分為戰場排雷及人道排雷。戰場排雷的目標是快速地為軍隊清出可通行的道路，會使用除雷犁和導爆索等設備進行大面積除雷；而人道排雷的目的則是避免地雷在戰後傷及無辜，因此需要確保區域內地雷的完全清除。而為了達到這個目的常會需要漫長且危險的人工排雷過程，同時會利用經過訓練的掃雷犬幫忙縮小搜索範圍及確認區域安全，有時甚至動用鏈槌以及挖土機來實行排雷。
目前研究出了許多種的地雷探測方式，例如電磁式（利用透地雷達和金屬探測器偵測地雷）、聲學式（感測地雷外殼所產生的共振腔）等。還開發出了能偵測地雷所洩漏氣體的感測器，另有利用老鼠和獴等體型較輕的動物協助找尋地雷的方法，而某些動物、蜜蜂、植物、細菌也能用來觀察大氣成分的變化以識別出潛在的雷場。此外若應用了核四極矩共振技術或中子探測儀則能直接探測到地雷內所含有的爆裂物。
地雷的探測和排除是很危險的工作，有些地雷一旦爆炸，就算有掃雷用的個人防護裝備也無法提供保護。當發現地雷時，通常會以拆除或誘爆的方法排除，但透過某些化學物質或者極高溫加熱，則可以在不引發爆炸的情況下破壞地雷。

## 地雷

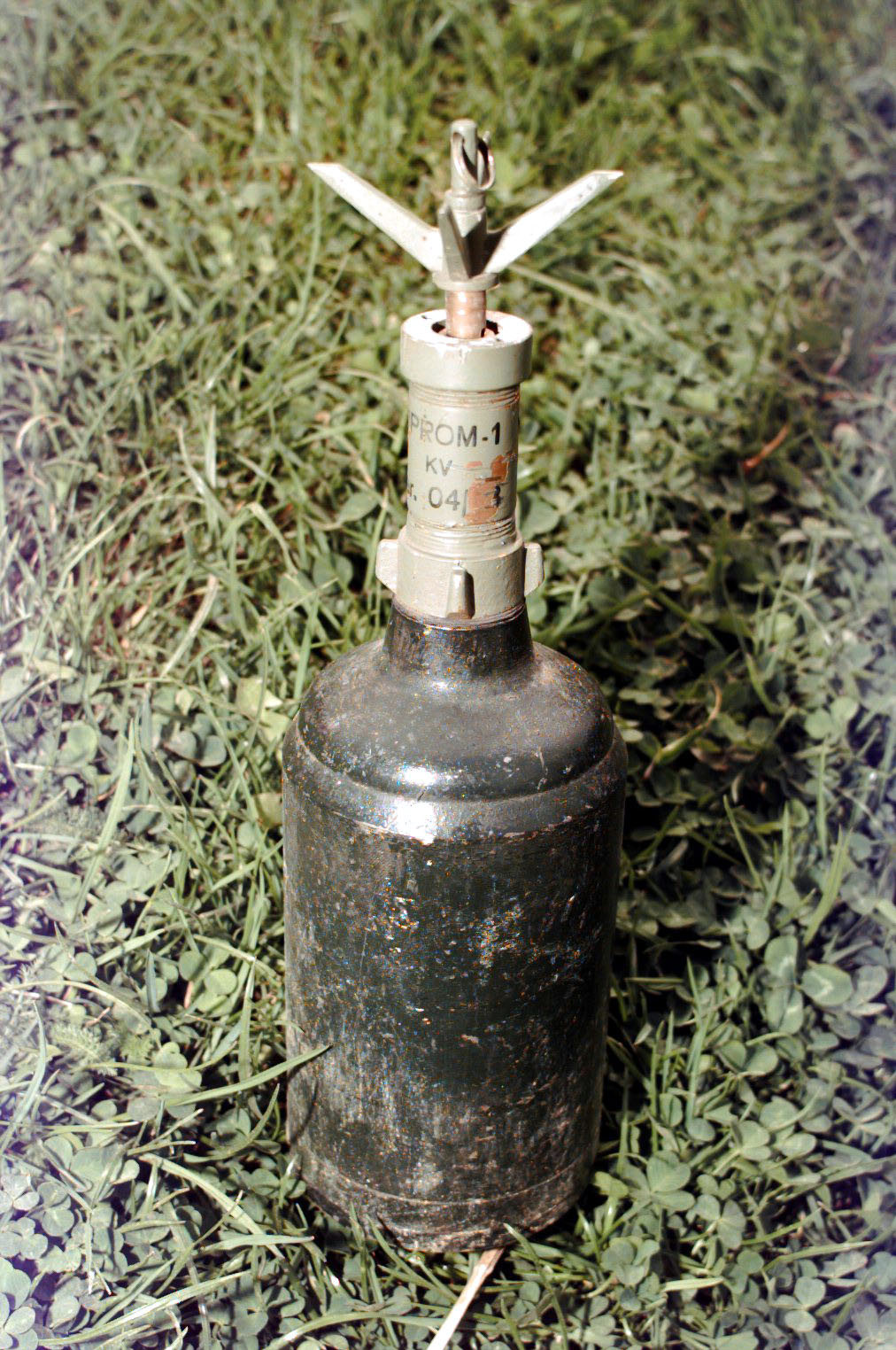
PROM-1「跳雷」。 正常情況會埋在地下，只剩尖端露出。

地雷除了指反步兵地雷和反坦克地雷以外，它的定義和未爆炸彈藥、詭雷以及簡易爆炸裝置也有所重疊。聯合國地雷行動處的任務除了減輕地雷的威脅外，也包含了處理戰時遺留的未爆炸彈藥以及簡易爆炸裝置。簡易爆炸裝置對人的傷害比地雷更大，但工廠出產的地雷較為常見且能夠存留在土地上很久。過去在1999年到2016年間，每年因地雷引起的傷亡落在9,228到3,450件之間。在2016年的傷亡案件中，受害者有78%是平民（其中兒童佔了42%），20%是軍方和保全人員，另外2%則是負責排雷的人員。
地雷分為反步兵地雷和反坦克地雷兩種。其中反坦克地雷的用途是破壞敵方的裝甲戰鬥車輛，通常比反步兵地雷更大，且需要以更大的壓力觸發（至少100公斤），因此敵方步兵不會觸發到反坦克地雷。
反步兵地雷的設計能造成敵方人員傷殘或殺死敵軍。其可細分成超過350個種類，但大致上分為爆炸地雷和破片地雷兩種。爆炸地雷常埋於靠近地表的地方，且會受到壓力觸發。它們通常呈直徑2至4英吋，高1.3至3英吋的圓柱體。而1.8到10.9公斤的重量就足以使其觸發，因此也可能傷害到兒童。破片地雷則會設計成能使爆炸往四周擴散，並飛散出大範圍的破片。有些破片地雷在觸發後會向上跳起並於空中爆炸，殺傷範圍可達到一百公尺。破片地雷的尺寸有大有小，且通常由金屬製成，因此金屬探測器可以輕易偵測到。然而破片地雷極有可能與絆線相連接，距離地雷20公尺的範圍以內都有可能設置絆線，因此需事先留意絆線的位置以免觸發。
地雷的殼可能由金屬、木頭或塑膠製成。一些地雷在設計上追求最少的金屬用量（有些可縮減到僅1公克），以至於難以被金屬探測器發現，稱為非金屬地雷。 地雷中常填充的爆炸物有TNT（C
7H
5N
3O
6）、RDX（C
3H
6N
6O
6）、PETN（O
12N
8C
4H
8）、HMX（O
8N
8C
4H
8）以及硝酸銨（O
3N
2H
4）。
目前約有六十個國家境內還埋有地雷，排雷工作需適應如沙漠、叢林以及都市等環境。反坦克地雷深埋於地表之下，而反步兵地雷與地面的距離通常在六英吋內。地雷可人工布置或以飛機空投，地雷陣可能是整齊的也可能雜亂無章。在都市的斷垣殘壁中可能藏有地雷。在鄉下，土壤的侵蝕可能會造成地雷移位或受到掩埋。金屬探測器在富含鐵質或金屬垃圾的土地上可能會失去作用。因此，排雷工作是個巨大的技術考驗。

## 目標

### 戰場

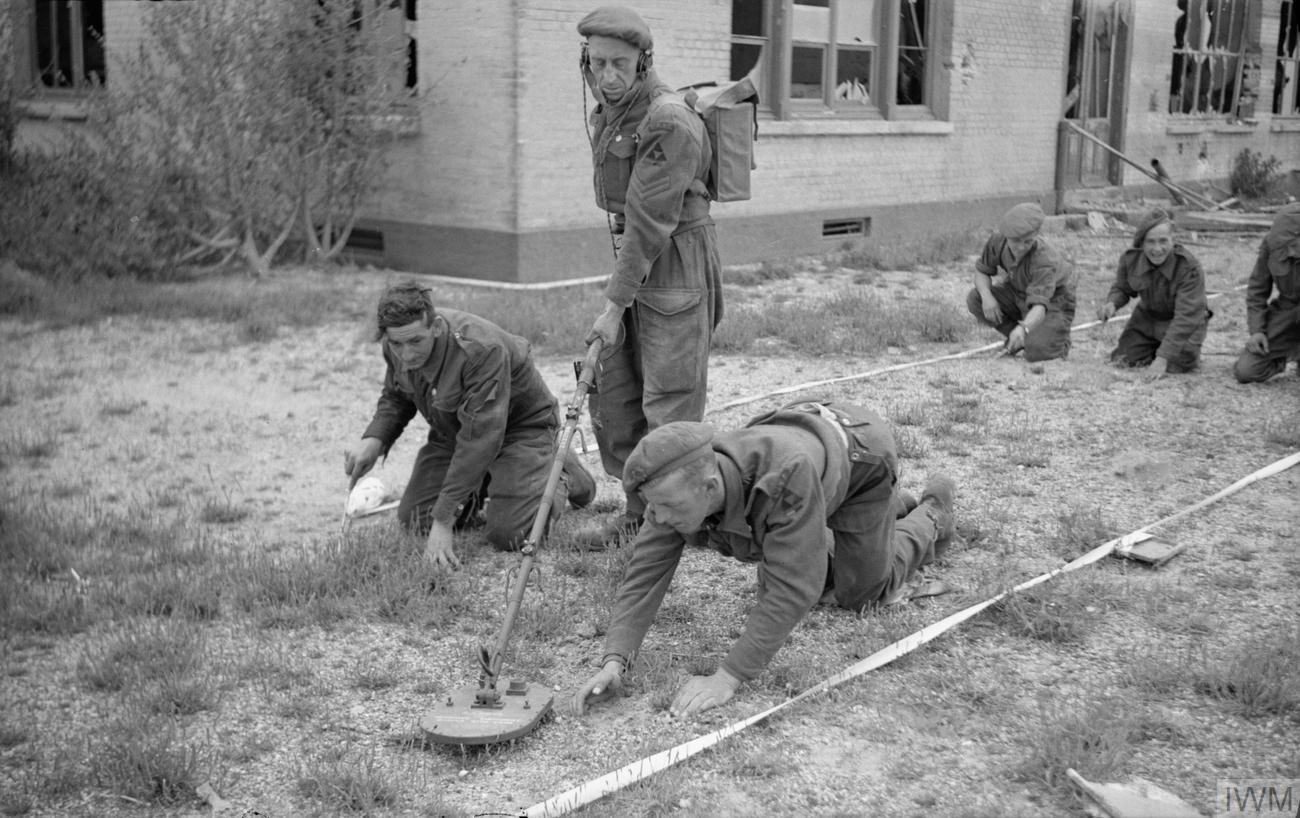
英國陸軍的工兵正在清理諾曼第的海濱。（1944年）

在戰場上，排雷行動的首要目標是清出道路讓部隊和補給安全通過，這通常由戰鬥工兵或工兵執行。有時候士兵會選擇繞過雷區前進，但是一片刻意不埋地雷的土地可能是敵方誘敵深入的陷阱。當工兵試圖開闢道路時，常會遭到敵方集火攻擊，因此友方需提供火力掩護並以煙霧覆蓋戰場，此時出現的傷亡是在所難免，但是工兵需確保能在遭受集火時，仍能在7至10分鐘內就清除一個敵方設置的障礙，否則友方的軍力損失可能會很慘重，但大多數情況下僅靠人力難以達到這種效率。有時候工兵可能要在夜晚或惡劣的天氣下排雷。在地雷戰中情報十分重要，需事先掌握布雷的地點、地雷的種類、埋雷的方法、地雷分布的密度和規律、地形狀況以及敵方的防禦工事位置。

### 人道主義
人道排雷是「地雷行動」中的一部分。地雷行動有五大「支柱」，其中一項是減輕地雷所帶來的社會、經濟以及環境影響，此外還有著地雷危害教育、受害者援助、銷毀地雷軍備、倡導各國停止使用反步兵地雷以及集束炸彈這四個支柱。地雷行動的執行不是為了各國軍方，而是為了增進大眾的福祉，降低排雷人員及平民背負的風險。在某些情況下，地雷行動也是在執行其他人道救援行動前要先做的必備工作。各國通常會以「國家地雷行動權力機構」（英語：national mine action authority，NMAA）作為該國主掌地雷行動的機關名稱，並以「地雷行動中心」（英語：mine action center，MAC）作為該機關辦公地點的名稱。如此一來政府機構就可以會同非政府组织、私人企業以及軍方協商地雷行動的執行方向。
《國際地雷行動標準》（英語：International Mine Action Standards，IMAS）是一個各國在執行地雷行動時可參照的标准，其並不具有法律效力，各國可自行將其修改成較適合該國的方針再加以執行。《國際地雷行動標準》在制定時以其他國際條約當作依據，包括渥太华条约。渥太華條約規定了禁止使用、儲存、生產和轉讓具對人員殺傷力的地雷，及銷毀、完全禁止一切殺傷地雷。
在《國際地雷行動標準》制定之前（1990年代時），联合国曾要求排雷人員必須做到清除99.6%以上的地雷和未爆炸彈藥，但是以拆地雷為業的工人發現到這項規定十分不嚴謹且令人難以接受，因為若真有平民被地雷傷到的話他們肯定會被追究責任（因為排雷不完善）。而《國際地雷行動標準》中對於地雷和未爆炸彈藥需清除程度的規範則較為具體。

## 地雷汙染和清除程度
截至2017年，有61個國家的土地上被發現有地雷汙染，另外有10國則疑似受地雷汙染。其中受地雷汙染最嚴重的國家（境內有超過100平方公里雷區的國家）分別是阿富汗、安哥拉、阿塞拜疆、波斯尼亚和黑塞哥维那、柬埔寨、乍得、伊拉克、泰国以及土耳其。渥太華條約要求它的參加國必須在加入條約後的十年內清除境內的所有地雷，截至2017年，有28個國家已成功達成要求。然而有些國家的進度仍然落後，其中一些還申請了延期。
兰德公司於2003年發表的一份報告中預估全球還有4500到5000萬個地雷需清理，且每年能清理的地雷數量為10萬個，所以依據目前的速度要將地雷完全清除可能得花上500年。而該報告估計每年又會多出190萬個地雷，也就是必須清理19年的量。然而地雷的總數和分布位置有很大的不確定性，因為各地的武裝力量在布雷時常沒有確實地記錄下布雷的資訊，且許多地雷採飛機空投，無從確認位置。

## 延伸阅读
- (PDF) 5th. Geneva, Switzerland: Geneva International Centre for Humanitarian Demining. March 2014  [2019-03-26]. ISBN 978-2940369-48-5. （原始内容 (PDF)存档于2022-04-23）.
- Cumming-Bruce, Nick; Frost, Alex; Harrison, Katherine; Pinches, Lucy.  (PDF) (报告). Mine Action Review. 2018-10-01  [2019-05-16]. （原始内容存档于2022-04-23）.
- (PDF) (报告). Geneva International Centre for Humanitarian Demining. 2004  [2007-07-23]. ISBN 978-2-88487-023-8. （原始内容 (PDF)存档于2007-09-28）.
- Fisher, Mark. . Woodfin, Ronald L.  (编). . John Wiley & Sons. 2006. ISBN 9780470085196.
- Habib, Maki K. . Biosensors and Bioelectronics. 2007-08-30, 23 (1): 1–18. PMID 17662594. doi:10.1016/j.bios.2007.05.005.
- Kasban, H.; Zahran, O.; Elaraby, Sayed M.; El-Kordy, M.; Abd El-Samie, F. E. . Sensing and Imaging. 2010-07-13, 11 (3): 89–112. Bibcode:2010SenIm..11...89K. S2CID 109359584. doi:10.1007/s11220-010-0054-x.
- MacDonald, Jacqueline; Lockwood, J. R. (编).  (PDF) (报告). Santa Monica, CA: 兰德公司. 2003  [2019-03-19]. ISBN 978-0-8330-3301-7. MR-1608. （原始内容存档于2022-07-20）.
- Makki, Ihab.  (学位论文). 黎巴嫩大學 and 都灵理工大学. 2017  [2019-04-02]. Docket tel-01706356. （原始内容存档于2020-06-08）.
- Miles, Richard B.; Dogariu, Arthur; Michael, James B. . IEEE综览. 2012-01-31  [2019-03-19]. （原始内容存档于2025-03-12）.
- Robledo, L.; Carrasco, M.; Mery, D. . International Journal of Remote Sensing. 2009, 30 (9): 2399–2410. Bibcode:2009IJRS...30.2399R. S2CID 110608173. doi:10.1080/01431160802549435. hdl:10533/197742 .
- Smith, Richard G.; D'Souza, Natasha; Nicklin, Stephen. . Analyst（英语：Analyst (journal)）. 2008, 133 (5): 571–584. Bibcode:2008Ana...133..571S. PMID 18427676. doi:10.1039/B717933M.
- Kirk, Robert G. W. . Journal of the History of the Behavioral Sciences. January 2014, 50 (1): 1–36. PMC 3908362 . PMID 24318987. doi:10.1002/jhbs.21642.